# Druskininkai
Druskininkai és una ciutat de Lituània de la regió de Dzūkija al comtat d'Alytus. Es tracta d'una ciutat balneari junt al riu Neman al sud de Lituània, a prop de les fronteres de Belarús i Polònia. La ciutat de Druskininkai té una població de 18.233 (cens del 2001) i es remunta com un balneari des del segle xix.

## Geografia
La ciutat està situada en el riu Ratnyčia estuari del riu Neman i està envoltat per una reserva de bosc natural. La ciutat està situada en un pintoresc paisatge amb rius, llacs, muntanyes i boscos.

## Història

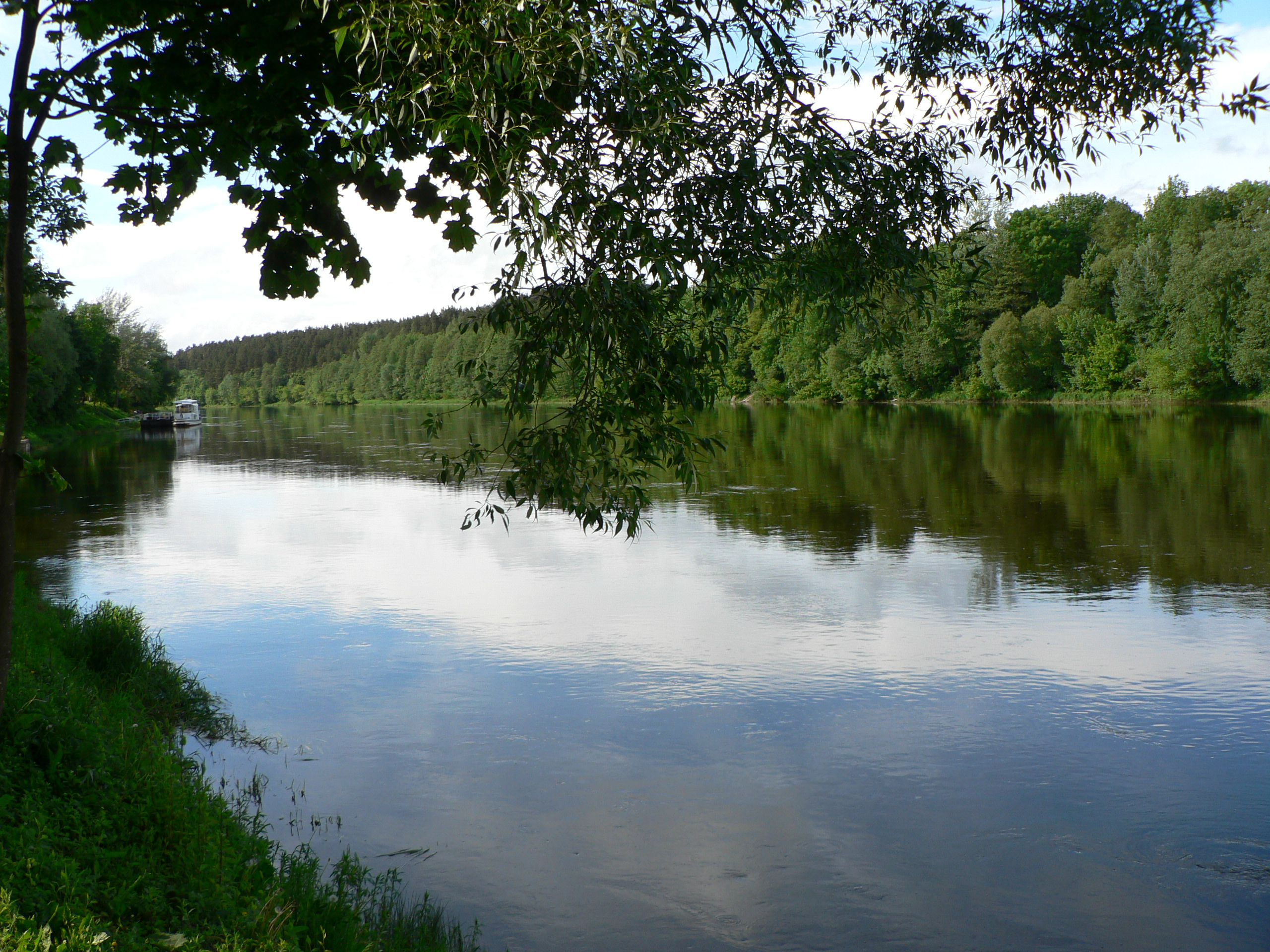
Riu Neman

Segons algunes fonts el lloc de la ciutat de Druskininkai actual va ser habitat per les tribus locals Yotvingian a principi de l'edat mitjana. Al segle xiii la zona va ser conquerida pels lituans. Un petit castell va ser construït en la zona com a part del sistema de defensa contra l'Orde Teutònic. El 1308 el castell va ser conquerit pels cavallers teutònics i destruït, provocant un despoblament de la zona.
La primera menció escrita de Druskininkai se centra el 1636. El nom de la ciutat suggereix que la població local va recollir el preat mineral -la sal "druska"–. Al segle xviii, es creia que els minerals que es troben a les aigües de la zona de Druskininkai produeixen beneficis per a la salut i va començar el seu ús en el tractament mèdic d'asma i d'altres malalties. A començaments del segle xix Ignacy Fonberger, professor de la Universitat de Vílnius, va analitzar la composició química de les aigües de Druskininkai i va demostrar que contenien grans quantitats de calci, sodi, potassi, iode, brom, ferro i magnesi. També es va promoure la ciutat com un lloc de vacances per a la població de Vílnius.
El 1837 el tsar Nicolau I de Rússia va dispensar a Druskininkai l'estat de balneari, i la construcció de pensions i hostals va començar. Per facilitar la comunicació amb el balneari, es va iniciar un servei de ferry al riu Neman.

## Cultura

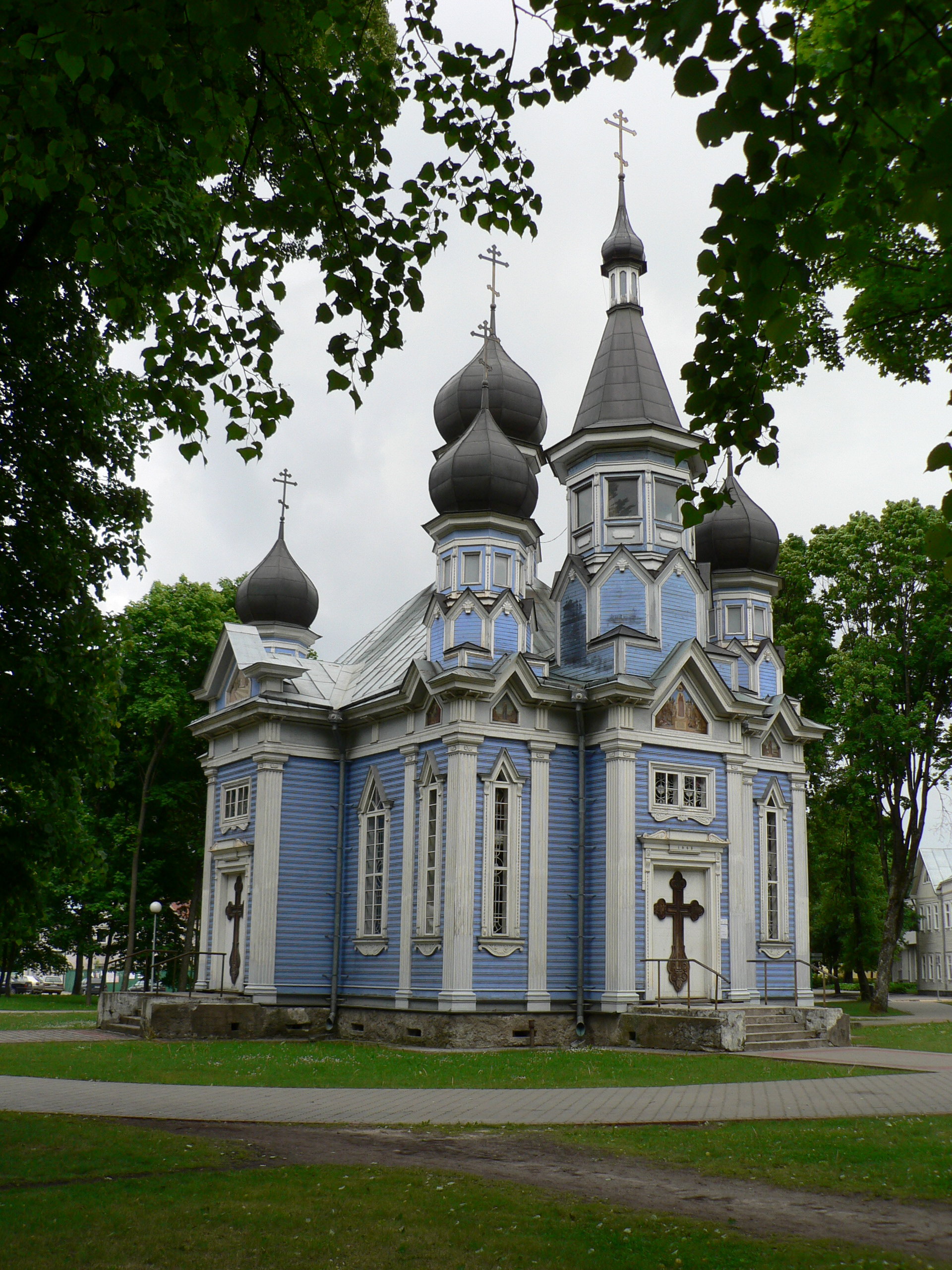
Església ortodoxa a Druskininkai

Hi ha una sèrie de museus i galeries d'art en la ciutat. Hi tenen lloc molts esdeveniments culturals, la majoria d'ells durant la primavera, estiu i tardor.
Durant 1896-1910, el famós compositor i pintor lituà Mikalojus Konstantinas Čiurlionis vivia i treballava en la ciutat. Una sèrie d'esdeveniments regulars tenen lloc en el seu museu commemoratiu cada any, com el Festival anual internacional de les Arts «Druskininku vasara do M.K.Ciurlioniu».
Un concurs anual de poesia va començar a organitzar-se el 1985, i atreu autors de tot el món. El 2001, el parc Grūtas es va obrir a la vora de Druskininkai, exposant escultures i d'altres materials de l'era soviètica.

## Ciutats agermanades
Druskininkai està agermanada amb::
| - Augustów, Polònia - Dzerzhinsk, Russia - Elbląg, Polònia | - Grodno, Belarús - Kolpino, Rússia - Strzelce Opolskie, Polònia |